# テルシオペロ
テルシオペロ（学名：Bothrops asper）は、クサリヘビ科ヤジリハブ属に分類されるヘビ。有毒。別名テルキオペレ、チュウオウアメリカハブ。「究極のピットバイパー」と呼ばれることもある。

## 分布
北アメリカ大陸南部、南アメリカ大陸

## 形態
全長は120-180cmで、最大は2.5m。オスよりもメスのほうが大きくなり、体重も6kgに及ぶ。毒牙の長さは2.5cmに達する。体色は茶褐色の地肌に大きなダイヤのような斑紋が並ぶ。そして頭の脇に黄色い横線が走る。
頭部は三角形で、側頭部に黄色い筋模様が入る。
幼蛇は色彩が成蛇よりも鮮やか。オスには尾に黄色い部分がある。

### 毒
本種の毒は強力な出血毒で、毒量も非常に多い。性質が荒く、活動も機敏であるため、屋内での咬傷例も多い。致死率は高くないが、その出血毒の作用で、患部が壊死することも少なくない。そのため、本種はカイサカとともに、中南米では最も危険な毒蛇といわれる。

## 生態
おもに森林地帯に生息し、地上でも樹上でも活動する。夜行性で、日中は落ち葉や茂みの中で休む。鼻のすぐ下にあるピット器官で獲物を見つけると、目にもとまらぬ速さで毒牙を獲物に突き刺し、一瞬で毒を撃ち込む。そして次の瞬間には元の体勢に戻って、次の攻撃に備えている。一般的なヤジリハブであるカイサカと比較すると、このヘビは興奮しやすく、邪魔されると予測できない行動をとると言われている。
かつてはカイサカの亜種とされていたこともあったが、現在では別種となっている。
食性は動物食で、哺乳類や鳥類、爬虫類、カエル等で、ムカデなどの節足動物を捕食することもある。